# لیگ برتر فوتبال ارمنستان ۲۰۰۶
لیگ برتر فوتبال ارمنستان ۲۰۰۶ (انگلیسی: 2006 Armenian Premier League) پانزدهمین فصل از زمان تأسیس آن بود.

## تیم‌های شرکت‌کننده
- آرارات ایروان و گاندزاسار صعود کردند.
- باشگاه فوتبال لرناگورتس کاپان از رقابت‌ها کنار کشید.
- استقلال-کوتایک به باشگاه فوتبال کوتایک تغییر نام داد.
- دینامو-زنیت به باشگاه فوتبال اولیس تغییر نام داد.

دینامو-زنیت به اولیس اف سی تغییر نام داد.
| باشگاه        | شهر     | ورزشگاه                        | گنجایش |
| ------------- | ------- | ------------------------------ | ------ |
| آرارات ایروان | ایروان  | ورزشگاه هرازدان                | ۵۵٬۰۰۰ |
| بانانتس       | ایروان  | ورزشگاه آلاشکرت                | ۶٬۸۵۰  |
| کوتایک        | آبوویان | ورزشگاه شهر آبوویان            | ۵٬۵۰۰  |
| گاندزاسار     | کاپان   | ورزشگاه گاندزاسار              | ۳٬۵۰۰  |
| کیلیکیا       | ایروان  | ورزشگاه هرازدان                | ۵۵٬۰۰۰ |
| میکا          | آشتاراک | ورزشگاه کاساغی مارزیک          | ۳٬۵۰۰  |
| پیونیک        | ایروان  | ورزشگاه جمهوریت وازگن سارگسیان | ۱۴٬۹۶۸ |
| شیراک         | گیومری  | ورزشگاه شهر گیومری             | ۲٬۸۴۴  |
| اولیس         | ایروان  | ورزشگاه جمهوریت وازگن سارگسیان | ۱۴٬۹۶۸ |

## جدول لیگ
| مقام | تیم           | P  | W  | D | L  | F  | A  | GD  | Pts |
| ---- | ------------- | -- | -- | - | -- | -- | -- | --- | --- |
| ۱    | پیونیک        | ۲۸ | ۲۳ | ۴ | ۱  | ۸۶ | ۲۳ | +۶۳ | ۷۳  |
| ۲    | بانانتس       | ۲۸ | ۱۸ | ۳ | ۷  | ۶۷ | ۲۶ | +۴۱ | ۵۷  |
| ۳    | میکا          | ۲۸ | ۱۷ | ۶ | ۵  | ۴۵ | ۲۱ | +۲۴ | ۵۷  |
| ۴    | آرارات ایروان | ۲۸ | ۱۵ | ۴ | ۹  | ۴۸ | ۳۵ | +۱۳ | ۴۹  |
| ۵    | گاندزاسار     | ۲۸ | ۷  | ۳ | ۱۸ | ۲۸ | ۶۰ | -۳۲ | ۲۴  |
| ۶    | کیلیکیا       | ۲۸ | ۶  | ۵ | ۱۷ | ۳۸ | ۶۹ | -۳۱ | ۲۳  |
| ۷    | شیراک         | ۲۸ | ۴  | ۷ | ۱۷ | ۲۱ | ۶۴ | -۴۳ | ۱۹  |
| ۸    | اولیس         | ۲۸ | ۵  | ۲ | ۲۱ | ۳۱ | ۶۶ | -۳۵ | ۱۷  |
| ۹    | کوتایک        | X  | X  | X | X  | X  | X  | X   | X   |

|  | قهرمانی                  |
|  | سقوط/صعود پلی‌آف.         |
|  | پیش از آغاز فصل منحل شد. |

Pld = بازی‌های انجام‌شده; W = بازی‌های برده; D = بازی‌های مساوی; L = بازی‌های باخته; GF = گل زده; GA = گل خورده; GD = تفاضل گل; Pts = امتیازات

## سقوط/صعود پلی‌آف
| تاریخ     | ورزشگاه | باشگاه PL | نتیجه | باشگاه FL     | اطلاعات                   |
| --------- | ------- | --------- | ----- | ------------- | ------------------------- |
| ۱۸ نوامبر | نامعلوم | اولیس     | ۴–۲   | دینامو ایروان | اولیسس در لیگ برتر می‌ماند |

## گلزنان برتر
|   |          | بازیکن            | تیم                           | گل‌ها |
| - | -------- | ----------------- | ----------------------------- | ---- |
| ۱ | ارمنستان | آرام هاکوبیان     | بانانتس                       | ۲۵   |
| ۳ | ارمنستان | نشان ارزرومیان    | کیلیکیا (۵)آرارات ایروان (۱۷) | ۲۲   |
| ۳ | ارمنستان | آرسن آودیسیان     | پیونیک                        | ۱۵   |
| ۴ | ارمنستان | آرتور کوچاریان    | گاندزاسار                     | ۱۴   |
|   | ارمنستان | آرمن شاهگلدیان    | میکا                          | ۱۴   |
| ۶ | ارمنستان | سارگیس موسیسیان   | کیلیکیا                       | ۱۱   |
| ۷ | ارمنستان | لوون پاچاجیان     | پیونیک                        | ۱۰   |
| ۸ | ارمنستان | گور آتابکیان      | اولیس                         | ۹    |
| ۹ | ارمنستان | آلکساندر پتروسیان | پیونیک                        | ۹    |